# Chappal Waddi
O Chappal Waddi é o ponto mais alto da Nigéria, com uma altitude de cerca de 2419 metros. Está localizado no estado de Taraba, próximo da fronteira com os Camarões.